# Руновські
Руновські — козацько-старшинський рід, що походить від Гаврила Руновського (р. н. невід. — п. до 1768), священика с. Дубовичі Кролевецької сотні (нині село Кролевецького району Сумської області), згодом — протопопа воронізького та кролевецького. Один із його синів — Андрій Гаврилович (р. н. невід. — п. після 1774) — полтавський полковий писар (1731—47) і обозний (1750—74), а онуки — Іван Андрійович (р. н. невід. — п. після 1787), полтавський полковий осавул (1782), Олексій Андрійович (р. н. невід. — п. бл. 1800), царичанський сотник (1765), депутат до Комісії зі створення проекту Нового Уложення від шляхетства Катеринославського і Донецького полків (1767), та Андрій Максимович (бл. 1762—1813), дійсний статський радник (1807), київський віце-губернатор (1797—99), малоросійський віце-губернатор (1799—1802), нижегородський цивільний губернатор (1802—13), який багато зробив для перетворення Нижнього Новгорода (нині місто в РФ) на значний економічний та адміністративний центр Російської імперії.
Існували також однойменні дворянські роди, наприклад у Воронезькій та Подільській губерніях, імовірно, іншого походження.